# Cocinachernes foliosus
Cocinachernes foliosus är en spindeldjursart som beskrevs av Jörn Hentschel och William B. Muchmore 1989. Cocinachernes foliosus ingår i släktet Cocinachernes och familjen blindklokrypare. Inga underarter finns listade i Catalogue of Life.